# I tre fuorilegge
I tre fuorilegge (The Three Outlaws) è un film del 1956 diretto da Sam Newfield.
È un western statunitense ambientato nel 1898 con Neville Brand, Alan Hale Jr. e Bruce Bennett.

## Produzione
Il film, diretto da Sam Newfield su una sceneggiatura di Orville H. Hampton, fu prodotto da Sigmund Neufeld per la Sigmund Neufeld Productions e girato nel ranch di Corriganville a Simi Valley, California.

## Distribuzione
Il film fu distribuito con il titolo The Three Outlaws negli Stati Uniti dal 13 maggio 1956 al cinema dalla Associated Film Releasing Corporation.
Altre distribuzioni:
- in Danimarca il 12 agosto 1957 (De tre lovløse)
- in Brasile (Três Almas Danadas)
- in Grecia (Oi treis paranomoi)
- in Italia (I tre fuorilegge)
- in Germania Ovest (Bankraub in Mexiko)

## Promozione
Le tagline sono:
- They Carved a Scar of Ravaging Terror Across The West!
- Shock-Packed Story Of America's Most Wanted Desperados!